# Pencil (cohete)

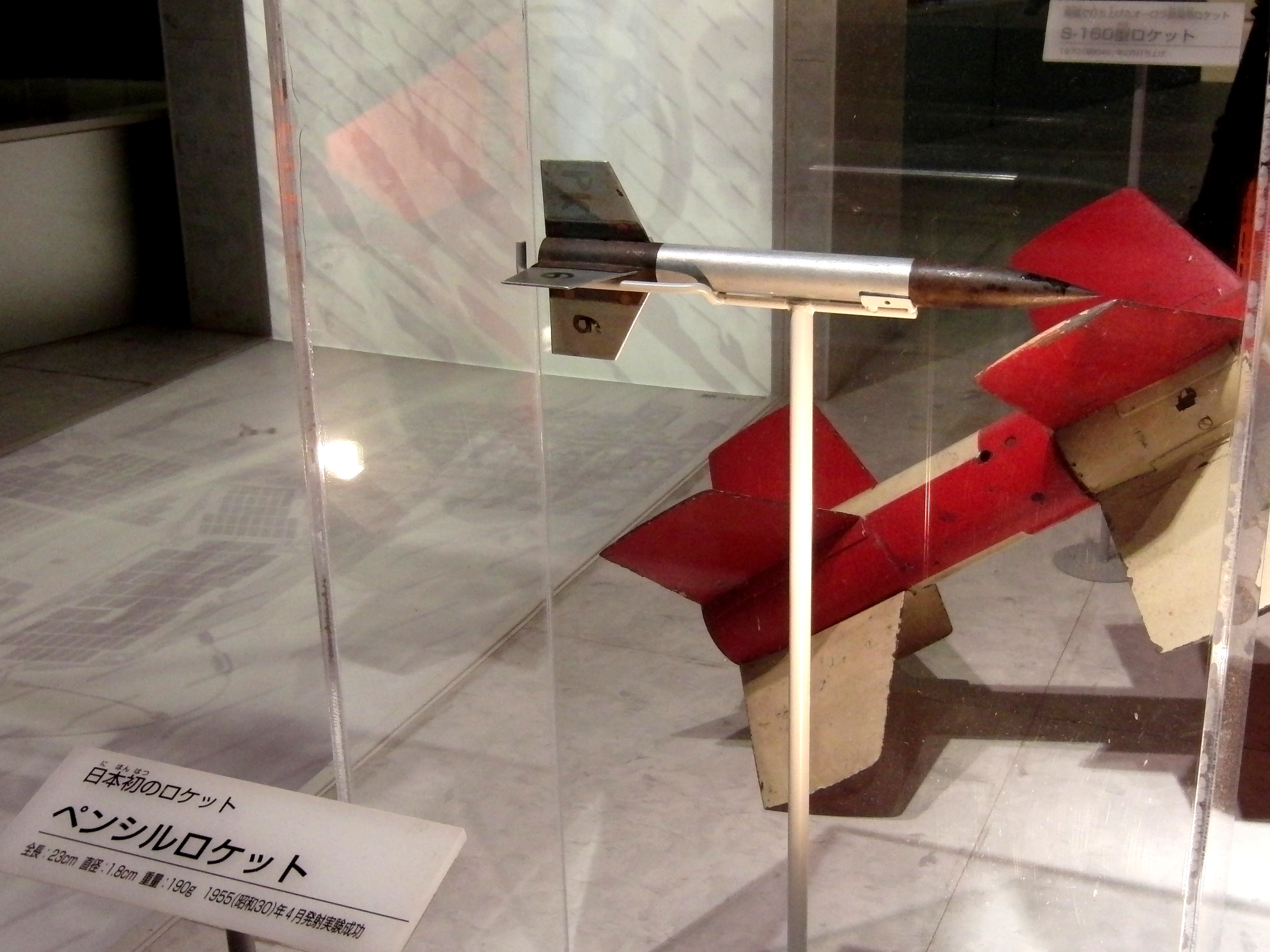
Cohete Pencil exhibido en el Museo Nacional de Ciencia de Japón.

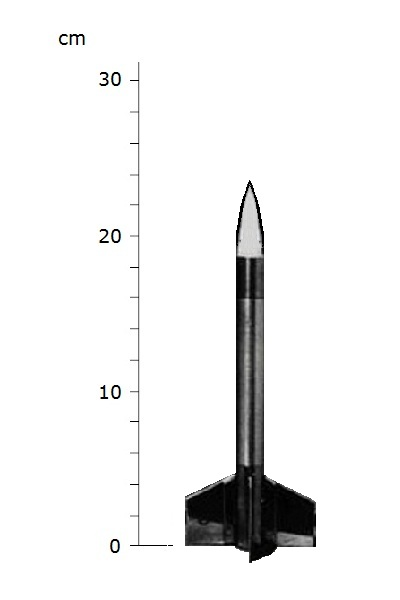
Dimensiones del cohete.

El cohete Pencil fue el primer proyecto de un cohete moderno en Japón tras la Segunda Guerra Mundial. A pesar de sus pequeñas dimensiones, fue el primer paso en el desarrollo de la cohetería en el país nipón.

## Historia
En 1954 se creó en la Universidad de Tokio un grupo de investigación denominado Avionics and Supersonic Aerodinamics (AVSA; Aviónica y aerodinámica supersónica), liderado por Hideo Itokawa. Este grupo realizó varios experimentos a pequeña escala, entre los que se encontraba el cohete Pencil, creado en 1955, que se convertiría en el experimento con mayor repercusión y mejores resultados del grupo.

## Características
El cohete pesaba apenas 200 gramos, con 1,8 cm de diámetro y 23 cm de longitud. Se lanzaba en posición horizontal, empleando una plataforma de despegue de 1,5 m de altura. En las pruebas, volaba atravesando algunas pantallas de papel hasta alcanzar una bolsa de arena, situada a cierta distancia. La velocidad del cohete se calculaba a través del análisis de las rasgaduras en las pantallas de papel con la ayuda de un estroboscopio y cámaras de alta velocidad.

## Desarrollo
Se desarrollaron varias versiones del cohete, en las cuales se modificaban la inclinación de las alas y el centro de gravedad. Con los datos obtenidos en las pruebas de vuelo de dichas versiones, se evaluaban los cambios en la aceleración, la trayectoria y la dispersión ocasionados por las modificaciones realizadas en el diseño del cohete. De marzo a agosto de 1955, se realizaron varias pruebas del cohete en dos bancos de pruebas diferentes. Los lanzamientos contaron con la presencia de representantes del gobierno y de la prensa. Algunos de estos lanzamientos fueron efectuados de manera vertical con un ángulo de 70 grados, y llegaron a alcanzar los 600 m de altitud.
En total, se desarrollaron 4 versiones del cohete Pencil, incluido el diseño original. Respecto a las 3 versiones restantes, una carecía de las aletas en la cola, otra poseía un peso de 300 g y una altura mayor (30 cm), y la tercera tenía dos etapas (46 cm). Todas las versiones fueron lanzadas con éxito.

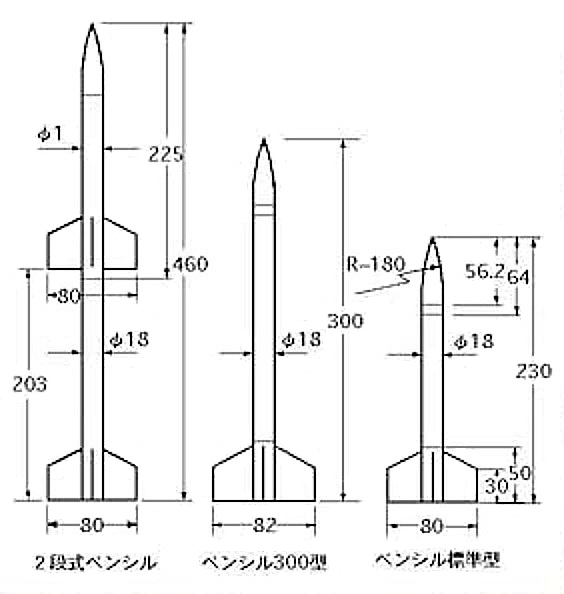
Esquema con tres versiones del cohete Pencil

## Legado
Las exitosas pruebas del cohete Pencil condujeron al desarrollo de la familia de cohetes sonda Baby, que a su vez formaron la base para futuros diseños de cohetes de mayor tamaño.